# Рафанобрасіка
Рафанобрасіка (Brassicoraphanus) — міжродові гібриди між капустою (Brassica) і редькою (Raphanus), виведені радянським генетиком і селекціонером Георгієм Карпеченком у 1927 році.

## Історія дослідження
Експерименти зі схрещування капусти і редьки проводилися неодноразово (Мішель Сагере фр. Michel Sageret (1826), Джордж Фліппо Граватт (1914), Карпеченко (1924)). Проте перше покоління гібридів було завжди стерильне. Гамети цих гібридів не розвивалися через порушення мейозу, оскільки каріотипи капусти і редьки містять по 9 пар хромосом (2n=18), які між собою не є гомологічними. Таким чином, під час мейозу не відбувається кон'югація хромосом і гібриди залишаються стерильними.

## Досліди Карпеченка
Георгій Карпеченко поставив задачу вивести капустяно-редьковий гібрид, що мав би качан і коренеплід. Для цього він піддав перше покоління гібриду дії низьких температур. У деяких рослин відбулося подвоєння кількості хромосом, і таким чином вони стали тетраплоїдами (набір хромосом 4n). У таких рослин кожна пара хромосом мала гомологічну пару, тому кон'югація хромосом і мейоз були можливі. Таким чином, було виведено новий вид рослин, що був здатний розмножуватися і самостійно існувати.
На жаль, цей вид не мав цінних властивостей батьківських форм (качана і коренеплоду). Проте експеримент Карпеченка показав можливі шляхи еволюції і гібридного видоутворення у рослин. Зараз відомо вже багато прикладів природного гібридного походження видів рослин.